# 310babii
Kameron Joshua Milner, dît 310babii , né le 30 décembre 2005 à Inglewood en Californie, est un rappeur et auteur-compositeur américain. Il s'est fait connaître avec son single Soak City, certifié disque de platine par la Recording Industry Association of America.

## Biographie
Kameron Joshua Milner est né le 30 décembre 2005 à Inglewood, en Californie. Durant sa scolarité, il fréquente le lycée Grant à Los Angeles,. À 17 ans, Milner commence à enregistrer des chansons sur son téléphone, dont son single à succès Soak City.

### Carrière

#### Single:Soak City (Do It)(2023)
310babii commence sa carrière musicale en septième année, en enregistrant sa première chanson à l'aide de l'application BandLab. Son titre phare, Soak City (Do It), publié le 3 juin 2023, lui permet de se faire connaître et d'acquérir une notoriété croissante.
En septembre 2023, Soak City (Do It) est devenu un élément essentiel des célébrations de la zone d'en-but de la National Football League, avec des joueurs comme Travis Kelce et Rashid Shaheed (en) qui ont adapté la danse Squabble à la chanson. Le titre a également été adopté par des célébrités telles que Nick Cannon et Kai Cenat, ce qui a donné lieu à plus de 304 000 créations TikTok et à une position maximale de 24ᵉ dans le TikTok Billboard Top 50 (en), et a débuté à la 61ᵉ place du Billboard Hot 100,. Un remix comprenant Blueface, Tyga, Mustard, OhGeesy et BlueBucksClan a été publié le 8 septembre 2023.
Le 19 juin 2024, 310babii a interprété Soak City (Do It) au Pop Out : Ken & Friends.

#### EP:Lottery Pick(2023)
Le 15 juin 2023, 310babii sort son premier EP Lottery Pick, qui met en avant son talent et consolide sa place dans l'industrie musicale.

#### Apparitions (2023)
Le 27 octobre 2023, 310babii sorti le single Walk avec ses collègues Luh Tyler et Cash Kidd, accompagné d'un clip vidéo. 310babii participe au remix du single Slow It Down de John Mackk, sorti le 17 novembre 2023. Le 12 janvier 2024, 310babii sort Stuck avec Kalan.FrFr.

#### Album:Nights and Weekend(2024)
310babii sort son premier album studio intitulé Nights and Weekends le 23 février 2024, avec des apparitions de Duke Deuce, BIA, DDG, D. Savage, Luh Tyler, et 03 Greedo,.

#### Singles:Rock Your Hipsetthat's it(2024)
le 16 août 2024, 310babii sort son single Rock Your Hips le 16 août 2024, avec Saweetie et produit par GodDamnitDupri. 310babii a sorti that's it le 20 septembre 2024 .

### Singles classés dans les charts
| Titre                                         | Année | Meilleur classements | Meilleur classements | Meilleur classements | Certifications                | Album        |
| Titre                                         | Année | US                   | US R&B               | US Rhy.              | Certifications                | Album        |
| --------------------------------------------- | ----- | -------------------- | -------------------- | -------------------- | ----------------------------- | ------------ |
| Soak City (Do It)                             | 2023  | 53                   | 17                   | 1                    | - États-Unis (RIAA) : Platine | Lottery Pick |
| Rock Your Hips (avec OhGeesy & BlueBucksClan) | 2024  | —                    | —                    | 19                   |                               | —            |

### Apparitions
2023 : 
- Slim459 - Movie
- Jaaaay3 - Ducking Crash
- GirlDatzMari avec 310babii & RadeTapeMelo - Danny Phantom (sur l'album That Was Easy Wasn't It)
- FundsOvaFun avec Benjinoo, FlocDaMvp & 310babii - Ms.Nasty (Remix)
- Donny Loc - No Question
- John Mackk - Slow It Down - Remix

2024 : 
- Rah Swish avec AllBlack & 310babii- Yukatan (sur l'album Elevator Music)
- Tyga - Uh Hu